# Río Neira
El río Neira es un río del noroeste de la península ibérica que discurre por la provincia de Lugo, en Galicia, España. Es afluente del río Miño con gran riqueza piscícola y ecológica. 

## Curso y cuenca
Nace en la sierra de Portelo y tiene 56 kilómetros de longitud. Sus fuentes, a 940 m de altitud, están situadas en Fontaneira en el concello de Baleira.
Su cuenca abarca unos 830 kilómetros cuadrados, y está flanqueada por diversas sierras, que la separan de las cuencas vecinas: al norte el Monciro y la Sierra de Mirador.